# Площа Скандербега
Площа Скандербега (алб. Sheshi Skënderbej) — головна площа Тирани, Албанія, названа 1968 року на честь албанського національного героя — Скандербега. На площі розташовано пам'ятник Скандербегу. Після реконструкції 2016 року площа стала пішохідною зоною.

## Історія

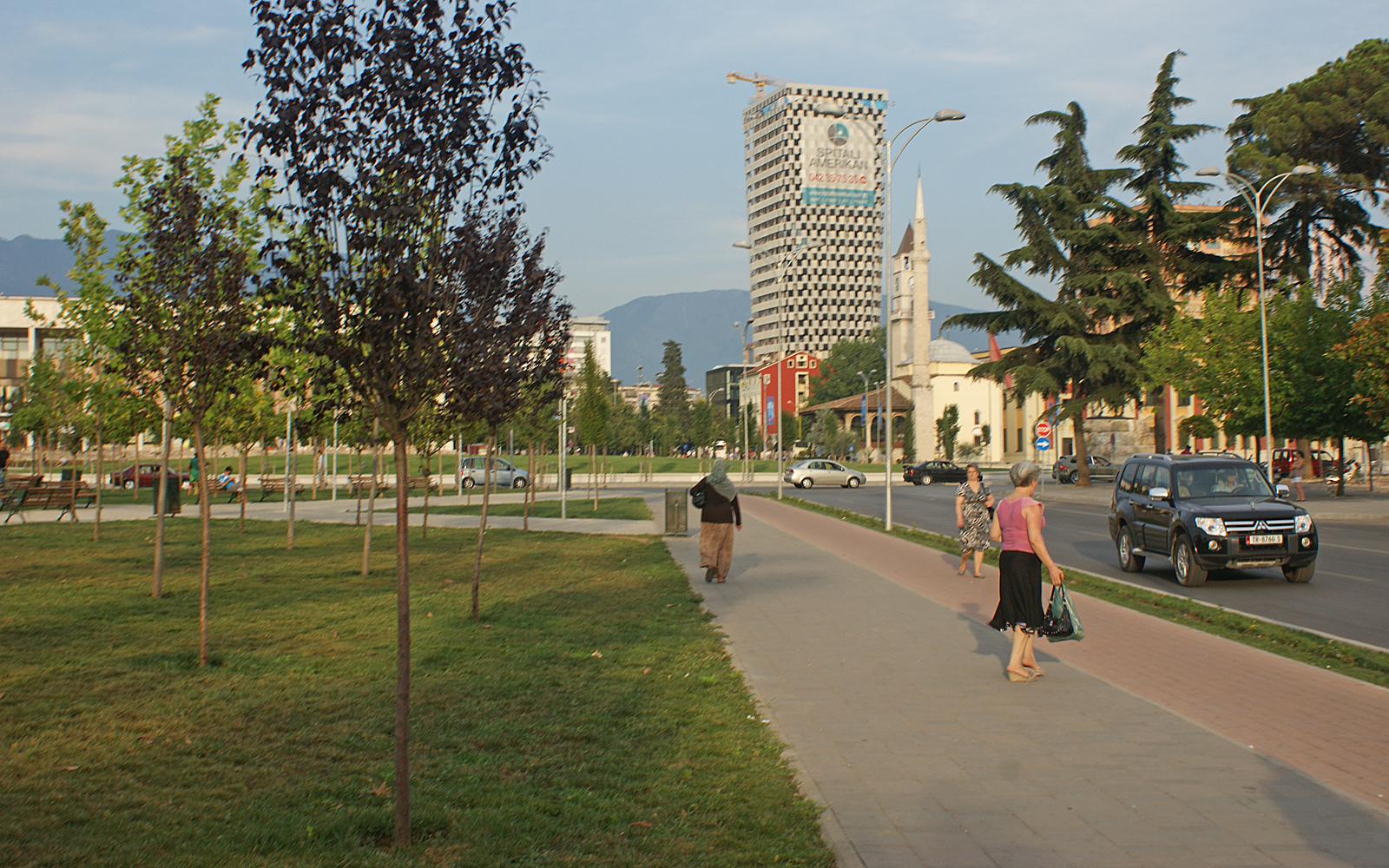
Після реконструкції 2012 року

За часів албанської монархії, площа складалась з певної кількості будівель, які згодом було підірвано в комуністичний період. Площа становить собою дорогу навколо фонтану. Старий ринок Тирани раніше був розташований на території сучасного Палацу культури, на місці сучасного міжнародного готелю Тирани розташовувався православний собор, а колишня муніципальна будівля на місці, де зараз розташовано Національний історичний музей. На місці, де зараз розміщено статую Скандербега, було поставлено пам'ятник Сталіну. Окрім зведення згаданих нових елементів за комунізму, на ділянці між Національним історичним музеєм та Банком Албанії було встановлено монумент албанському лідеру Енверу Ходжі. Вслід за падінням комунізму 1991 року, статую було знесено під час очолюваних студентами демонстрацій.

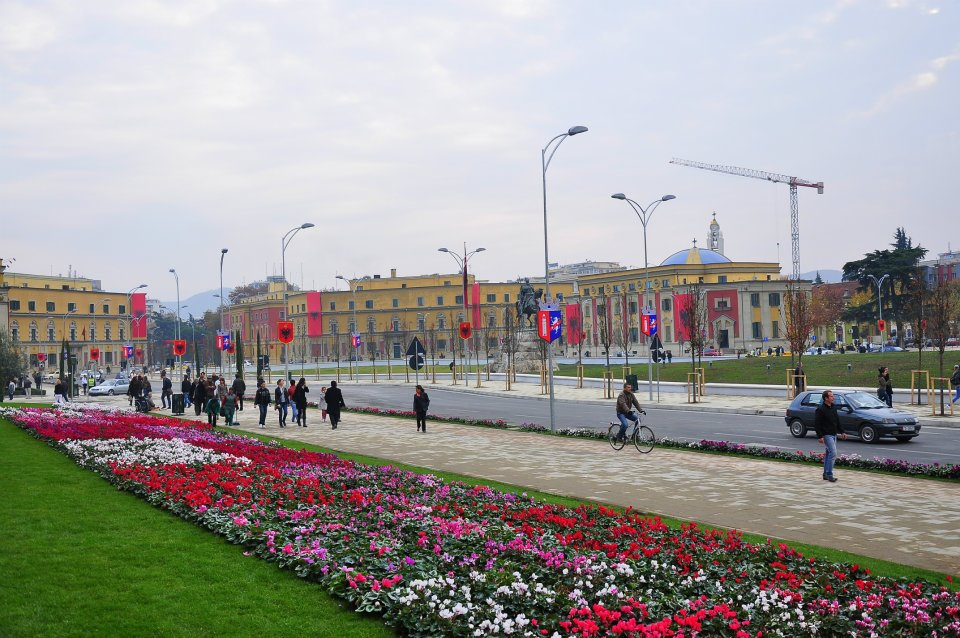
Площа Скандербега

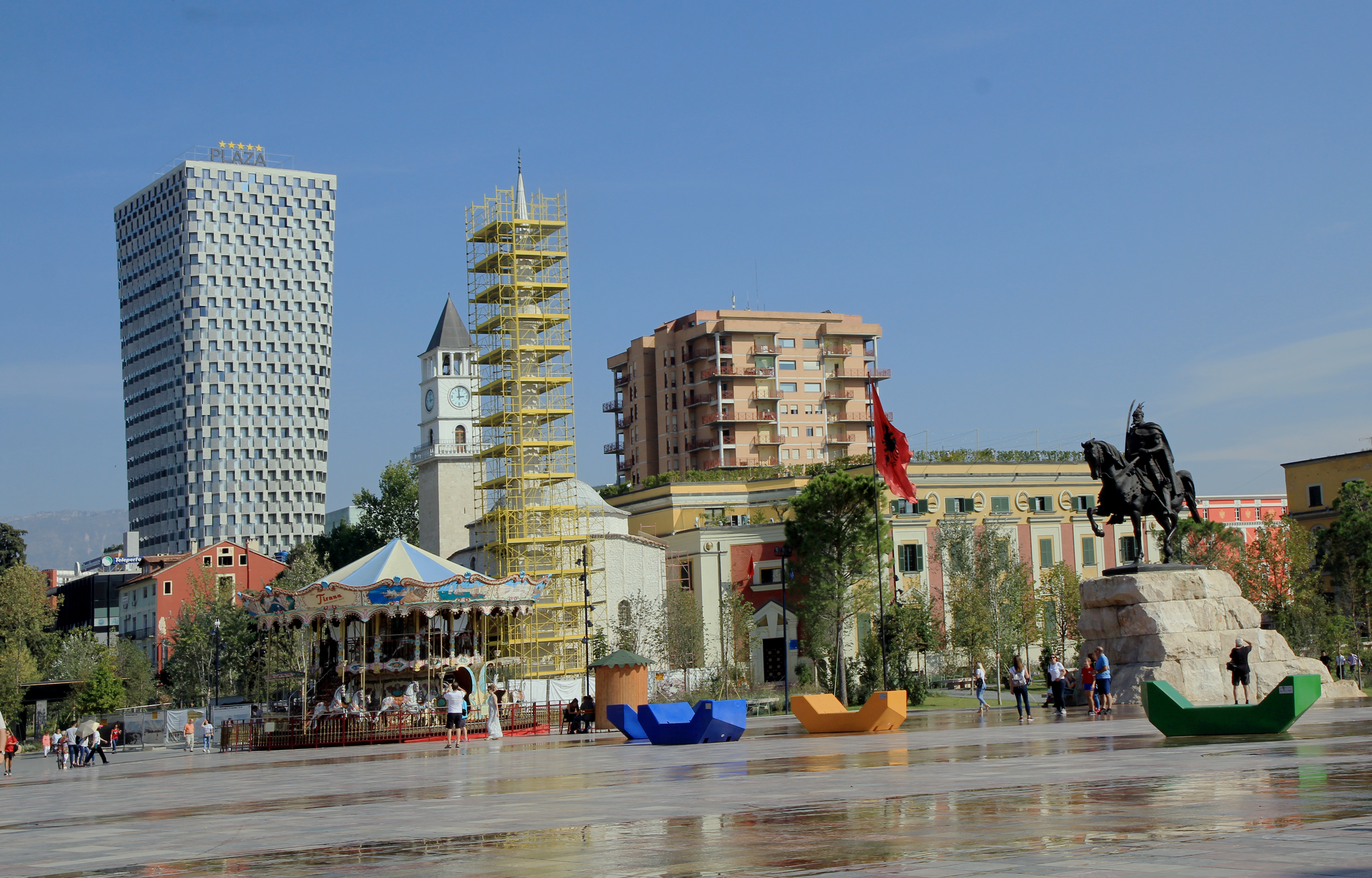
Після реконструкції 2018 року

### Реконструкція площі 2010 року
Колишній мер Тирани, Еді Рама розпочав план з модернізації та європеїзації площі. У березні 2010 року було розпочато роботи з перетворення площі на ділянку доступну лише для пішоходів та громадського транспорту. Новий фонтан використовуватиме дощову воду для свого водопостачання, а на всю площу буде збудовано та піднято двометрову піраміду з 2,5 % нахилом. Під час періоду будівництва, було створено об'їзну дорогу з метою поступово утворити нову постійну дорогу кільцем навколо площі. Весь проєкт фінансується ґрантом наданим державою Кувейт.

### Новий план
У вересні 2011 старий план було відкинуто й новим мером, Лулзімомом Башею, представлено новий. Використання площі моторизованими транспортними засобами буде відновлено завдяки спорудженню вужчого сегмента дороги навколо центру площі, включаючи велодоріжки. Дійсну зелену зону на південь від статуї Скандербега було розширено в напрямку півночі на декілька сотень метрів, разом з цим в більшості місць було висаджено дерева.
З 2020 року площа Скандерберга є одним із місць Тирани, де Управління з нагляду за азартними іграми Албанії дозволило розміщувати наземні казино.

## Значущі будівлі
- Міжнародний готель Тирани
- Палац культури Тирани
- Національний історичний музей